# Peter Tägtgren
Peter Tägtgren (Grangärde, 3 giugno 1970) è un cantante, chitarrista e produttore discografico svedese, frontman degli Hypocrisy.

## Descrizione
Tägtgren ha iniziato la propria attività musicale nel 1990, dando poi vita al gruppo musicale death metal Hypocrisy l'anno seguente, dei quali è l'autore e principale compositore di tutte le pubblicazioni.
Ha suonato anche in molti altri gruppi; ha pubblicato nove dischi solisti a nome Pain a partire dal 1997, orientandosi verso l'industrial metal e utilizzando altri musicisti durante i concerti. Altri progetti ai quali ha partecipato sono il supergruppo grindcore Lock Up, con cui ha registrato come cantante il disco Pleasures Pave Sewers, i The Abyss, progetto parallelo degli Hypocrisy con cui ha pubblicato i due dischi Summon the Beast e The Other Side, e i Bloodbath, gruppo death metal di cui è stato il cantante per l'album Nightmares Made Flesh. Ha fatto parte per breve tempo anche di altri gruppi minori, quali Algaion, War e Sorhin. È anche apparso come chitarrista turnista dal vivo per i Marduk, apparendo in Live in Germania, e per gli E-Type.
Peter Tägtgren è anche produttore musicale, principalmente in ambito di metal estremo. Registra nel suo studio The Abyss insieme al fratello Tommy Tägtgren, e fra i gruppi che ha prodotto ci sono Dimmu Borgir, Children of Bodom, Immortal, Celtic Frost, Sabaton. Peter Tägtgren è anche proprietario di vari immobili del villaggio di Pärlby, non lontano da Ludvika (nella contea della Dalarna), in cui risiede.
Nella metà degli anni 2010 ha fondato i Lindemann con Till Lindemann dei Rammstein, pubblicando gli album Skills in Pills e F & M. Ha abbandonato la formazione nel corso del 2020.

## Discografia

### Con gli Hypocrisy
- 1992 – Penetralia
- 1993 – Osculum Obscenum
- 1994 – The Fourth Dimension
- 1996 – Abducted
- 1997 – The Final Chapter
- 1999 – Hypocrisy
- 2000 – Into the Abyss
- 2002 – Catch 22
- 2005 – Virus
- 2009 – A Taste of Extreme Divinity
- 2013 – End of Disclosure

### Con i Pain
- 1997 – Pain
- 1999 – Rebirth
- 2002 – Nothing Remains the Same
- 2005 – Dancing with the Dead
- 2007 – Psalms of Extinction
- 2008 – Cynic Paradise
- 2011 – You Only Live Twice
- 2016 – Coming Home

### Con i The Abyss
- 1995 – The Other Side
- 1996 – Summon the Beast
- 2001 – The Other Side/Summon the Beast (raccolta)

### Con i Lock Up
- 1999 – Pleasures Pave Sewers
- 2007 – Violent Reprisal (raccolta)

### Con i Bloodbath
- 2004 – Nightmares Made Flesh

### Con i Marduk
- 1997 – Live in Germania

### Con i War
- 1997 – Total War (EP)
- 2001 – We Are...Total War (raccolta)

### Con gli Algaion
- 1996 – Vox Clamentis (EP)

### Con i Sorhin
- 1996 – Skogsgriftens Rike (EP)
- 2008 – Förbannade år 1993-2001 (raccolta)

### Con i Lindemann
- 2015 – Skills in Pills
- 2019 – F & M
- 2021 – Live in Moscow (live)

### Altre apparizioni
- 1995 – Naglfar, Vittra – voce di accompagnamento
- 1996 – Arckanum, Fran Marder – voce di accompagnamento
- 1996 – Fleshcrawl, Bloodsoul – voce di accompagnamento
- 1996 – Setherial, Nord – voce
- 1997 – Therion, A'arab Zaraq - Lucid Dreaming – chitarra
- 1997 – Edge of Sanity, Infernal – chitarra in The Bleakness of It All
- 1998 – Dellamorte, Uglier & More Disgusting – voce di accompagnamento
- 1998 – Tsatthoggua – Trans Cunt Whip – voce di accompagnamento
- 1999 – AA.VV., Holy Dio - A Tribute to the Voice of Metal: Ronnie James Dio – batteria e voce di accompagnamento in Country Girl
- 1999 – Enthroned, Apocalypse Manifesto – voce di accompagnamento
- 2000 – Destruction, All Hell Breaks Loose – voce di accompagnamento
- 2000 – Natron, Bedtime for Mercy – voce in Nothingface
- 2000 – Gardenian, Sindustries – tastiere e programmazione
- 2001 – Electric Hellfire Club, Electronomicon – voce d'accompagnamento
- 2002 – Solar Dawn, Equinoctium – assolo
- 2004 – Kataklysm, Serenity in Fire – voce di accompagnamento in For All Our Sins
- 2004 – Maryslim, Split Vision – tastiere
- 2005 – Destruction, Inventor of Evil – voce di accompagnamento in The Alliance of Hellhoundz
- 2006 – Celtic Frost, Monotheist – chitarra in Drown in Ashes, voce di accompagnamento in Synagoga Satanae
- 2007 – Nuclear Blast Allstars, Out of the Dark – voce in Schizo
- 2009 – Tarja Turunen, My Winter Storm – remix in Lost Northern Star (Tägtgren Remix)
- 2009 – Devian, Gods to the Ill Fated – voce di accompagnamento
- 2009 – Sanctification, Black Reign – voce di accompagnamento
- 2010 – Sonic Syndicate, We Rule the Night – testo di Leave Me Alone
- 2010 – Exodus, Exhibit B: The Human Condition – voce di accompagnamento in The Sun Is My Destroyer
- 2010 – Scarpoint, Open Your Eyes – voce
- 2011 – Legion of the Damned, Descent into Chaos – voce di accompagnamento nella bonus track Legion of the Damned
- 2011 – The Unguided, Nightmareland – voce di accompagnamento in Pathfinder
- 2012 – Sabaton, Carolus Rex – voce di accompagnamento in Gott mit Uns e Twilight of the Thunder God

## Produttore
- 1992 – Hypocrisy, Penetralia – produttore, missaggio
- 1993 – Hypocrisy, Osculum Obscenum – produttore, missaggio
- 1994 – Hypocrisy, Inferior Devoties – produttore
- 1994 – Hypocrisy, The Fourth Dimension – produttore, missaggio
- 1995 – Algaion, Oimao Algeiou – produttore, missaggio, ingegneria del suono
- 1995 – The Abyss, The Other Side – produttore
- 1996 – Dimmu Borgir, Alive in Torment – missaggio
- 1996 – Abruptum, Vi Sonus Veris Nigrae Malitiaes – ingegneria del suono
- 1996 – Marduk, Heaven Shall Burn... When We Are Gathered – produttore, missaggio, ingegneria del suono
- 1996 – Sorhin, Skogsgriftens Rike – produttore, missaggio
- 1996 – Dimmu Borgir, Stormblåst – supervisore
- 1996 – Hypocrisy, Abducted – produttore, missaggio
- 1996 – Fleshcrawl, Bloodsoul – produttore, missaggio, ingegneria del suono
- 1997 – Pain, Pain – produttore, missaggio
- 1997 – Hypocrisy, Maximum Abduction – produttore
- 1997 – Dark Funeral, The Secrets of the Black Arts – produttore, mastering
- 1997 – Therion, A'arab Zaraq - Lucid Dreaming – produttore
- 1997 – Dimmu Borgir, Enthrone Darkness Triumphant – ingegneria del suono, missaggio
- 1997 – AA.VV., Metalmeister, Vol. 2 – produttore
- 1998 – Dawn, Slaughtersun (Crown of the Triarchy) – ingegneria del suono
- 1998 – Withered Beauty, Withered Beauty – produttore, ingegneria del suono, missaggio, produzione audio
- 1998 – Ophthalamia, Dominion – ingegneria del suono
- 1998 – Dellamorte, Uglier & More Disgusting – produttore, missaggio
- 1998 – Amon Amarth, Once Sent from the Golden Hall – ingegneria del suono
- 1998 – Dark Funeral, Vobiscum Satanas – produttore
- 1998 – AA.VV., Deathmeister, Vol. 1 – produttore
- 1998 – Gorgoroth, Destroyer - Or About How to Philosophize with the Hammer – missaggio
- 1998 – AA.VV., Deathmeister, Vol. 3 – produttore
- 1998 – Dimmu Borgir, Godless Savage Garden – missaggio, ingegneria del suono
- 1998 – Marduk, Nightwing – missaggio, ingegneria del suono
- 1998 – Tsatthoggua, Trans Cunt Whip – ingegneria del suono
- 1998 – Naglfar, Vittra – ingegneria del suono, produzione audio
- 1998 – Raise Hell, Holy Target – missaggio, ingegneria del suono
- 1999 – Moment Maniacs, Two Fucking Pieces – produttore, missaggio
- 1999 – AA.VV., Metal Dreams – produttore
- 1999 – Amon Amarth, The Avenger – missaggio, ingegneria del suono
- 1999 – Thyrfing, Valdr Galga – ingegneria del suono
- 1999 – Immortal, At the Heart of Winter – produttore, missaggio, ingegneria del suono
- 2000 – Destruction, All Hell Breaks Loose – produttore, ingegneria del suono
- 2000 – Immortal, Damned in Black – produttore, missaggio
- 2000 – Vondur, Galactic Rock N Roll – produttore
- 2000 – Triumphator, Wings of Antichrist – produttore, ingegneria del suono, missaggio
- 2000 – Old Man's Child, Revelation 666: Curse of Damnation – produttore, ingegneria del suono
- 2000 – Borknagar, Quintessence – missaggio, ingegneria del suono
- 2000 – Violation, Moonlight's Child – produttore
- 2000 – Hypocrisy, Into the Abyss – produttore, mastering
- 2000 – Rotting Christ, Khronos 666 – produttore
- 2000 – Enslaved, Mardraum – Beyond the Within –  missaggio, ingegneria del suono
- 2000 – Gardenian, Sindustries – produttore, missaggio
- 2001 – Destruction, The Antichrist – produttore, ingegneria del suono
- 2001 – Dellamorte, Home Sweet Hell – produttore
- 2001 – Children of Bodom, Follow the Reaper – produttore, ingegneria del suono, arrangiamenti
- 2001 – Dark Funeral, In the Sign... – produttore
- 2001 – Marduk, La Grande Danse Macabre – produttore, missaggio
- 2001 – Susperia, Predominance – missaggio, supervisore
- 2001 – Amon Amarth, The Crusher – missaggio
- 2001 – Centinex, Hellbrigade – mastering
- 2001 – Pain, Rebirth – produttore, missaggio, ingegneria del suono
- 2001 – The Abyss, The Other Side/Summon the Beast – produttore, missaggio, ingegneria del suono
- 2001 – Dark Funeral, Diabolis Interium – produttore, produzione audio
- 2002 – Wolf, Black Wings – produttore, produzione audio, ingegneria del suono
- 2002 – Immortal, Sons of Northern Darkness – produttore
- 2002 – Hypocrisy, Catch 22 – produttore, mastering
- 2002 – AA.VV., Tribute to the Beast – produttore
- 2002 – Susperia, Vindication – produttore, missaggio
- 2002 – Allegiance, Hymns of Blood[8] – produttore
- 2002 – AA.VV., Metal Blade Records: 20th Anniversary – produttore
- 2002 – Amon Amarth, Versus the World – missaggio, ingegneria del suono
- 2003 – Corporation 187, Perfection in Pain – missaggio
- 2003 – No Fun at All, EP's Going Steady – produttore, missaggio
- 2003 – Marduk, World Funeral – produttore, missaggio
- 2003 – Centinex, Malleus Maleficarum – missaggio, ingegneria del suono
- 2003 – AA.VV., Tribute to the Four Horsemen – produttore
- 2003 – The Hymans, Hyman World – missaggio, ingegneria del suono
- 2003 – Grimfist, Ghouls of Grandeur – produttore, missaggio, ingegneria del suono
- 2004 – Astral Doors, Of the Son and the Father – missaggio
- 2004 – Hypocrisy, The Arrival – produttore, missaggio, produzione audio
- 2004 – Wolf, Evil Star – produttore, ingegneria del suono, produzione audio
- 2004 – Maryslim, Split Vision – produttore, missaggio, ingegneria del suono
- 2004 – Grave, Fiendish Aggression – produttore
- 2004 – Maryslim, B.T.L. – produttore
- 2005 – AA.VV., Alone in the Dark: Music from and Inspired by Alone in the Dark – produttore
- 2005 – Astral Doors, Evil Is Forever – missaggio
- 2005 – Hypocrisy, Virus – produttore, produzione audio, missaggio
- 2005 – Destruction, Inventor of Evil – ingegneria del suono, missaggio
- 2006 – Maryslim, My Time EP – produttore, ingegneria del suono, missaggio
- 2006 – Pain, Live Is Overrated – missaggio
- 2006 – Astral Doors, Raiders of the Ark – ingegneria del suono, mastering, missaggio
- 2006 – AA.VV., Flying High Again - The World's Greatest Tribute to Ozzy Osbourne – produttore
- 2006 – Astral Doors, Astralism – missaggio, ingegneria del suono
- 2006 – Celtic Frost, Monotheist – produttore, ingegneria del suono, missaggio, produzione audio
- 2006 – Grave, As Rapture Comes – ingegneria del suono, missaggio
- 2006 – I, Between Two Worlds – missaggio
- 2007 – AA.VV., 13th Street: The Sound of Mystery, Vol. 3 – produttore
- 2007 – Maryslim, Perfect Mess – produttore, ingegneria del suono, missaggio
- 2007 – Pain, Psalms of Extinction – produttore, missaggio, mastering
- 2007 – Candlemass, King of the Grey Islands – missaggio
- 2007 – Susperia, Predominance/Vindication – produttore, missaggio, supervisore
- 2007 – AA.VV., Nuclear Blast 20th Anniversary – ingegneria del suono
- 2007 – Astral Doors, New Revelation – produzione audio, missaggio, ingegneria del suono
- 2007 – Rotting Christ, Thanatiphoro Antologio – produttore
- 2008 – Noctiferia, Slovenska Morbida – produttore, missaggio
- 2008 – Children of Bodom, Blooddrunk – ingegneria del suono
- 2008 – Gardenian, Soul Burner/Sindustries – produttore, missaggio
- 2008 – AA.VV., Gothic Spirits, Vol. 7 – produttore
- 2008 – Sabaton, The Art of War – produttore, missaggio
- 2008 – Borknagar, For the Elements (1996 - 2006) – missaggio, ingegneria del suono
- 2008 – Closer, Darker Kind of Salvation – ingegneria del basso
- 2008 – Grave, Exhumed: The Best of Grave – produttore, missaggio, ingegneria del suono
- 2009 – Devian, Gods to the Ill Fated – missaggio, ingegneria del suono
- 2009 – Sanctification, Black Reign – produttore, missaggio, mastering
- 2009 – Hypocrisy, A Taste of Extreme Divinity – produttore, missaggio, ingegneria del suono
- 2009 – Dark Funeral, Angelo Exuro pro Eternus/Live at P&L – produttore, missaggio, ingegneria del suono
- 2010 – Sabaton, Coat of Arms – ingegneria del suono
- 2010 – Noctiferia, Death Culbure – missaggio
- 2010 – Abigail Williams, In the Absence of Light – missaggio
- 2010 – Immortal, The Seventh Date of Blashyrkh – missaggio
- 2010 – Overkill, Ironbound – missaggio
- 2010 – Facebreaker, Infected – ingegneria del suono
- 2011 – Legion of the Damned, Descent into Chaos – produttore, missaggio
- 2011 – Kampfar, Mare – produttore, missaggio, ingegneria del suono
- 2011 – Astral Doors, Testament of Rock: The Best of Astral Doors – missaggio